# Великий Кусеряк
Великий Кусеря́к (рос. Большой Кусеряк) — село у складі Аромашевського району Тюменської області, Росія.
Населення — 117 осіб (2010, 137 у 2002).
Національний склад станом на 2002 рік:
- росіяни — 99 %